# Anita Tavares Ribeiro de Jesus
Anita Tavares Ribeiro de Jesus ist eine osttimoresische Beamtin.
Zwischen 1984 und 1987 besuchte sie die Akademi Pemerintahan Dalam Negeri (APDN) im indonesischen Pontianak. Hier erhielt sie einen Bachelor of Science in öffentlicher Verwaltung. Von 1990 bis 1999 arbeitete Jesus in der indonesischen Verwaltung. Bevor sie in den öffentlichen Dienst Osttimors eintrat, war sie Trainerin im Kurs „Rural Women's Economics“ bei der East Timor Development Agency (ETDA). Von 2006 bis 2009 war sie Beamtin im Ministerium für soziale Solidarität, von 2009 bis 2012 Abteilungsleiterin in der Nationalen Direktion für Planung und Management der Comissão da Função Pública (CFP) und von 2012 und 2017 Nationaldirektorin für Planung und Management bei der CFP.
Es folgte von 2017 bis 2022 das Amt der Nationaldirektorin für Personalbeschaffung und Karriereentwicklung bei der CFP. Sie war für den Prozess der Leistungsauswahl und Personalrekrutierung sowie die jährliche Beförderung von Mitarbeitern in der Öffentlichkeit verantwortlich.
Von 2023 bis 2024 war Jesus als Nationaldirektorin für Personalwesen im Bildungsministerium verantwortlich für die Umsetzung von Änderungen im Lehrberufssystem, einschließlich des Zulassungsverfahrens Sonder- und Rekrutierung von Lehrern. Am 20. Dezember 2024 wurde Jesus als Kommissarin der CFP vereidigt. Sie ist eine der drei von der Regierung entsandten Kommissare und folgt damit Maria Domingas Alves. Alves hatte mit 65 Jahren die neue Altersgrenze für Beamte erreicht. Jesus wurde mit der Resolution des Ministerrats Nr. 61/2024 am 21. November zunächst für vier Jahre bis November 2028 zur Kommissarin ernannt.